# 鱼港站
鱼港地铁站（芬蘭語：Kalasataman metroasema），是芬兰赫爾辛基地鐵的地上车站。该站开通于2007年1月1日，为赫尔辛基中心城区东部的瑟尔奈宁区的鱼港小区服务。该小区内主要有办公楼和公寓楼，并继续有居民楼及商业楼房开发。地铁站连接至购物中心。该地区的港口服务在2008年时迁往赫尔辛基东部的沃岛港。
该站距离瑟尔奈宁站1.1公里，离库洛岛站1.8公里。M1和M2两条地铁线均停靠此站。

## 图集

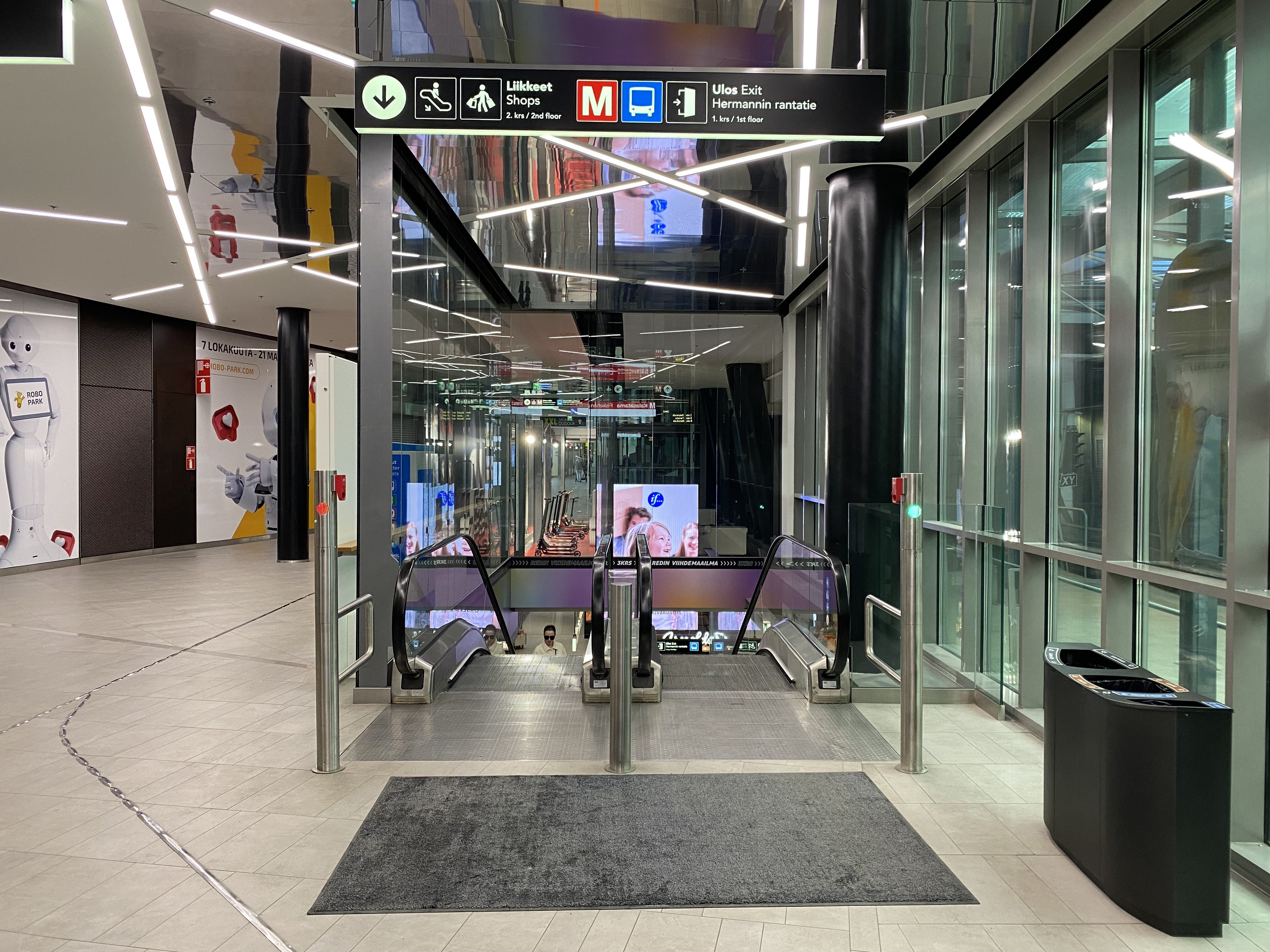
通往购物中心的扶梯
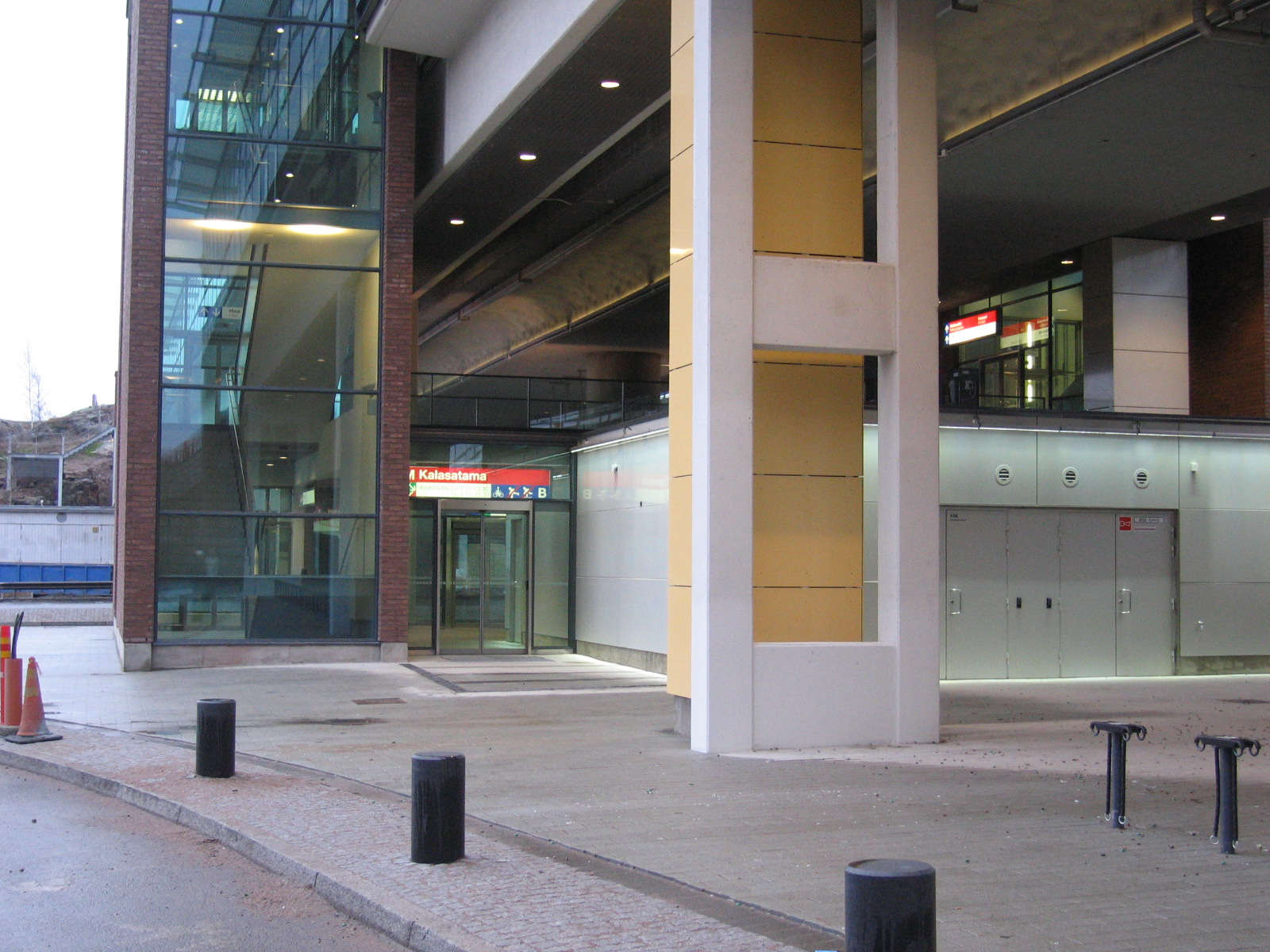
地表一层通往桥梁上地铁站的入口